# جان گراهام (سفیر)
سر جان الکساندر نوبل گراهام، چهارم بارونت، تولد ۱۵ ژوئیه ۱۹۲۶ - وفات ۱۱ دسامبر ۲۰۱۹). دیپلمات انگلیسی که در عراق، ایران و ناتو سفیر بود.

## حرفه
گراهام، متولد کلکته، تنها پسر سر رجینال گراهام، ۳ بارونت بود و دانش‌آموخته کالج ایتن بود. او از سال ۱۹۴۴–۴۷ در گارد گرنادیر مشغول خدمت بود، در ۲۷ ژوئیه ۱۹۴۵، به مقام ستوان دوم رسید، یعنی تقریباً حدود یک ماه قبل از پایان جنگ جهانی دوم. پس از خدمت سربازی، در بازه زمانی سالهای ۱۹۴۸–۱۹۵۰ با بورس تحصیلی به کالج ترینیتی، کمبریج رفت. بعد از اتمام تحصیل به مرکز مطالعات عربی خاورمیانه رفت و دوران خدمت دیپلماتیک خود را آغاز کرد. در سالهای ۱۹۵۱ به بحرین، ۱۹۵۲ به کویت و در ۱۹۵۳ به امان اعزام شد. وی در سالهای ۱۹۵۴ لغایت ۱۹۵۷ معاون دستیار وزیر امور خارجه بود و سپس در بلگراد ۱۹۵۷–۶۰، بنغازی ۱۹۶۰–۶۱، وزارت امور خارجه ۱۹۶۱–۶۶ و کویت ۱۹۶۶–۶۹ خدمت کرد.
گراهام دبیر اصلی وزیر امور خارجه در سالهای ۱۹۶۹ تا ۱۹۶۹ بود که در خدمت مایکل استوارت و سر الک داگلاس-هوم بود. وی سپس به عنوان مشاور (بعداً وزیر) در واشینگتن در سال ۱۹۷۲–۷۴ اعزام شد. در سالهای ۱۹۷۴ لغایت ۱۹۷۷ در عراق سفیر بود و ۱۹۷۷ لغایت ۱۹۷۹ معاون وزیر امور خارجه و مشترک المنافع بود و بعد بین سالهای ۱۹۷۹ الی ۱۹۸۰ در ایران سفیر بود. مجدد از ۱۹۸۰ الی ۱۹۸۲ معاون وزیر امور خارجه شد و سرانجام سفیر و نماینده دائم در ناتو گردید (تا سال ۱۹۸۶).
گراهام پس از بازنشستگی از خدمات دیپلماتیک در سال ۱۹۸۶، نشان سنت مایکل و سنت جورج را دریافت کرد. وی مدتی نیز مدیر بنیاد دیچلی(۱۹۸۷–۱۹۹۷) بود.